# پلوتارک آتنی
پلوتارک آتنی (یونانی: Πλούταρχος ὁ Ἀθηναῖος؛ ۳۵۰ - ۴۳۰ پس از میلاد) فیلسوف نوافلاطونی یونانی بود که در آغاز قرن پنجم میلادی در آتن تدریس می‌کرد. او آکادمی افلاطونی را دوباره راه‌اندازی کرد و رئیس آن شد. تفسیرهایی بر ارسطو و افلاطون نوشت و بر عقاید مشترک آن‌ها تأکید داشت.

## زندگی
پلوتارک پسر نستوریوس و پدر هایریوس و آسکلپیجنیا بود، که از همکارانش در مدرسه بودند. منشأ نوافلاطونیسم در آتن مشخص نیست، اما پلوتارک عموماً فردی شناخته می‌شود که آکادمی افلاطون را در شکل نوافلاطونی آن دوباره تأسیس کرد. پلوتارک و پیروانش مدعی بودند که از شاگردان یامبلیخوس است و از طریق یامبلیخوس با پورفیری و فلوطین ارتباط دارد. در میان شاگردانش سیریانوس، که بعد از او رئیس مدرسه شد، و پروکلس دیده می‌شوند.

## فلسفه
قاعده اصلی پلوتارک این بود که مطالعه ارسطو باید مقدم بر مطالعه افلاطون باشد و مانند افلاطونیان میانه به تداوم جریان این دو نویسنده معتقد بودند. او با این موضوع شرحی بر دربارهٔ نفس ارسطو نوشت که مهم‌ترین کمک به ادبیات ارسطویی از زمان اسکندر آفرودیسیاس بود. همچنین شرحی بر تیمائوس افلاطون نوشت. سیریانس و دیگر اعضای مدرسه از او الگو گرفتند.
پلوتارک به تمام سنت‌های مذهبی مکتب آشنا بود و همراه با یامبلیخوس به امکان دستیابی به ارتباط با خدا از طریق تشریفات مذهبی اعتقاد داشت. بر خلاف پیروان مکتب اسکندریه و نویسندگان اولیه رنسانس، او معتقد بود که روحی که با پیوندهای خیال و احساس در بدن بسته شده است با رسانه‌های واسطه‌های احساس از بین نمی‌رود.
در روان‌شناسی، درحالی‌که عقل را اساس و پایه‌ همه‌ آگاهی‌ها می‌دانست، قوه تخیل را میان احساس و اندیشه قرار می‌داد، که بر خلاف هر دو، فعالیت روح تحت محرک احساس است. به عبارت دیگر، مواد اولیه عملیات عقل را فراهم می‌کند. عقل در کودکان به‌عنوان قابلیتی غیرفعال، در بزرگسالان به‌عنوان کار بر روی داده‌های احساس و تخیل وجود دارد، و در مقام فعالیت ناب، هوش متعالی یا ناب خداوند است.